# Икса (приток Оби)
Икса — река в Новосибирской области России. Устье реки находится в 2815 км от устья по правому берегу реки Обь. Длина реки составляет 77 км.

## Притоки
- 13 км: Ельцовка
- 18 км: Баксон
- 55 км: Елбак
  - 11 км: Чебулинский Падун

## Данные водного реестра
По данным государственного водного реестра России относится к Верхнеобскому бассейновому округу, водохозяйственный участок реки — Обь от Новосибирского гидроузла до впадения реки Чулым, без рек Иня и Томь, речной подбассейн реки — бассейны притоков (Верхней) Оби до впадения Томи. Речной бассейн реки — (Верхняя) Обь до впадения Иртыша.